# Johannes Ambundi
Johannes Ambundi (auch: Abundi, Ambundij, Habundi, Habindi, Habendi, Almanni [?]) von Schwan († 14. Mai oder 16. Juni 1424) war Bischof von Chur und Erzbischof von Riga.

## Leben
Sein Geburtsdatum ist unbekannt, er wurde erstmals 1384 bezeugt und stammt vermutlich aus der Gegend von Schwaan. Er wurde 1391 unter den Baccalarii bei der Juristenuniversität Prag intituliert. Spätestens 1401 war er Generalvikar des Würzburger Bischofs Johann I. von Egloffstein. Zwischen 1402 und 1406 wurde er Professor für Heilige Schrift und Kanonisches Recht an der „Hohen Schule“ von Würzburg. Er erscheint nach 1412 auf Anordnung des Bischofs von Bamberg unter den Visitatoren des Schottenklosters St. Aegidii zu Nürnberg.
Als Kanonikus der Eichstätter Kirche und Propst von Herrieden bezog er für sich und den Bischof zu Eichstätt 1414 oder 1415 das Konstanzer Konzil. Dort nahm er bei der deutschen Nation eine hervorragende Stellung ein, er kommt bei vielen Verhandlungen teils als commissarias, teils als deputatus derselben vor.
Am 27. November 1416 wurde er zum Bischof von Chur erwählt, vom Erzbischof Johann II. von Mainz bestätigt und im folgenden Jahr am 13. März zu Heppenheim feierlich konsekriert. Kurz nachher kehrte Ambundi zum Konzil zurück. Dort verlangten damals die Italiener im Verein mit den Franzosen und Spaniern sofortige Papstwahl, während die deutsche Nation vorherige Erledigung der Kirchenreformation anstrebte. Da soll es den Kardinälen gelungen sein, durch Versprechungen den Erzbischof Johannes V. von Wallenrode von Riga sowie Ambundi auf ihre Seite zu bringen und durch den Einfluss dieser Männer bei König Sigismund und der deutschen Nation  die Papstwahl durchzusetzen. Am 11. November 1417 wurde Papst Martin V. ausgerufen. Im folgenden Jahre erhielt Johann von Wallenrodt seinem Wunsch gemäß das Bistum Lüttich, und unter dem 11. Juli desselben Jahres ernannte „aus Empfehlung des Kaisers“ der Papst Johann Ambundi zu seinem Nachfolger als Erzbischof von Riga.
Über Lübeck und dann zu Schiff gelangte der Kirchenfürst in das ferne, nordische Land. Schon am 13. Oktober 1418 nahm er teil an den Friedensverhandlungen zwischen dem deutschen Orden und Polen zu Wileny. Wohl mag es wahr sein, dass es Ambundi erwünschter gewesen wäre, gen Süden in das schöne Bistum Brixen zu ziehen; aber auch die deutschen Ordensherren waren mit der päpstlichen Entscheidung nicht wohl zufrieden. Ambundi sei ein harter Mann und sehr karg, „das ja nicht zu loben ist an großen Herren“, schreibt ein Ordenskaplan; größere Besorgnis erregte, dass Ambundi geschworener Rat des Kaisers Sigismund war und für einen Günstling desselben galt. Der Orden strebte, Livland als einen vom Reich unabhängigen Besitz zu erhalten; nunmehr fürchtete man, Ambundi werde in entgegengesetzter Richtung wirken, vielleicht gar vom Kaiser sich belehnen lassen. Ganz ohne Grund war dieses Misstrauen schwerlich. Ambundi ließ sich nicht bewegen, das Ordenskleid anzunehmen, und seinem Einfluss ist es zuzuschreiben, dass am 14. Januar 1423 das Riga’sche Domkapitel den Papst um Aufhebung der Bulle Bonifacii IX., durch welche die Riga’sche Kirche dem Orden inkorporiert war, anging. Auch sonst zeigte sich Ambundi nicht als gefügiges Werkzeug des Ordens. Im Jahr 1421 war derselbe päpstlicher delegierter Richter in einer Streitsache zwischen dem König von Schweden und dem Bischof von Uppsala. Erst vor kurzem von einer Krankheit genesen, scheint er persönlich sich nach Schweden begeben zu haben. 1422 berief er die preußischen Bischöfe zu einem Konzil, doch unterblieb dasselbe auf Vorstellungen des Hochmeisters.